# Red Passion
Red Passion is het tweede album van het Nederlandse poporkest Guido's Orchestra, gedirigeerd door violist Guido Dieteren.
Op het album staan verscheidene covers, die door Dieteren en anderen gearrangeerd zijn voor de bezetting van het uitvoerende orkest.
Red Passion stond na 5 weken op de 24 positie.

## Tracklist
1. The 7 C's - 4:21
2. Winter (4 Seasons) - 3:36
3. Nessun Dorma - 3:14
4. Czardes - 4:05
5. Summer (4 Seasons) - 3:05
6. Nella Fantasia - 3:50
7. Elevation - 5:48
8. Riverdance - 6:26
9. Dear Wendy - 4:32
10. Spente Le Stelle - 3:56
11. Solland Solar - 3:06
12. The Irish Washerwoman - 4:06
13. Cotton Eye Joe - 3:41
14. Country Piece - 2:50